# Linyphia
Linyphia es un género de arañas araneomorfas de la familia Linyphiidae. Se encuentra en América, Eurasia, África y Oceanía. 

## Lista de especies
Según The World Spider Catalog 12.0:
- Linyphia adstricta (Keyserling, 1886)
- Linyphia albipunctata O. Pickard-Cambridge, 1885
- Linyphia alpicola van Helsdingen, 1969
- Linyphia armata (Keyserling, 1891)
- Linyphia bicuspis (F. O. Pickard-Cambridge, 1902)
- Linyphia bifasciata (F. O. Pickard-Cambridge, 1902)
- Linyphia bisignata (Banks, 1909)
- Linyphia calcarifera (Keyserling, 1886)
- Linyphia catalina Gertsch, 1951
- Linyphia chiapasia Gertsch & Davis, 1946
- Linyphia chiridota (Thorell, 1895)
- Linyphia clara (Keyserling, 1891)
- Linyphia confinis O. Pickard-Cambridge, 1902
- Linyphia consanguinea O. Pickard-Cambridge, 1885
- Linyphia cylindrata (Keyserling, 1891)
- Linyphia decorata (Keyserling, 1891)
- Linyphia duplicata (F. O. Pickard-Cambridge, 1902)
- Linyphia eiseni Banks, 1898
- Linyphia emertoni Thorell, 1875
- Linyphia falculifera (F. O. Pickard-Cambridge, 1902)
- Linyphia ferentaria (Keyserling, 1886)
- Linyphia horaea (Keyserling, 1886)
- Linyphia hortensis Sundevall, 1830
- Linyphia hospita (Keyserling, 1886)
- Linyphia hui Hu, 2001
- Linyphia karschi Roewer, 1942
- Linyphia lambda (F. O. Pickard-Cambridge, 1902)
- Linyphia lehmanni Simon, 1903
- Linyphia leucosternon White, 1841
- Linyphia limatula Simon, 1904
- Linyphia limbata (F. O. Pickard-Cambridge, 1902)
- Linyphia lineola Pavesi, 1883
- Linyphia linguatula (F. O. Pickard-Cambridge, 1902)
- Linyphia linzhiensis Hu, 2001
- Linyphia longiceps (Keyserling, 1891)
- Linyphia longispina (F. O. Pickard-Cambridge, 1902)
- Linyphia ludibunda (Keyserling, 1886)
- Linyphia lurida (Keyserling, 1886)
- Linyphia maculosa (Banks, 1909)
- Linyphia maura Thorell, 1875
- Linyphia melanoprocta Mello-Leitão, 1944
- Linyphia menyuanensis Hu, 2001
- Linyphia mimonti Simon, 1884
- Linyphia monticolens Roewer, 1942
- Linyphia neophita Hentz, 1850
- Linyphia nepalensis Wunderlich, 1983
- Linyphia nicobarensis Tikader, 1977
- Linyphia nigrita (F. O. Pickard-Cambridge, 1902)
- Linyphia nitens Urquhart, 1893
- Linyphia obesa Thorell, 1875
- Linyphia obscurella Roewer, 1942
- Linyphia octopunctata (Chamberlin & Ivie, 1936)
- Linyphia oligochronia (Keyserling, 1886)
- Linyphia orophila Thorell, 1877
- Linyphia perampla O. Pickard-Cambridge, 1885
- Linyphia peruana (Keyserling, 1886)
- Linyphia petrunkevitchi Roewer, 1942
- Linyphia phaeochorda Rainbow, 1920
- Linyphia phyllophora Thorell, 1890
- Linyphia polita Blackwall, 1870
- Linyphia postica (Banks, 1909)
- Linyphia rita Gertsch, 1951
- Linyphia rubella Keyserling, 1886
- Linyphia rubriceps (Keyserling, 1891)
- Linyphia rustica (F. O. Pickard-Cambridge, 1902)
- Linyphia sagana Dönitz & Strand, 1906
- Linyphia sikkimensis Tikader, 1970
- Linyphia simplicata (F. O. Pickard-Cambridge, 1902)
- Linyphia straminea O. Pickard-Cambridge, 1885
- Linyphia subluteae Urquhart, 1893
- Linyphia tauphora Chamberlin, 1928
- Linyphia tenuipalpis Simon, 1884
- Linyphia textrix Walckenaer, 1842
- Linyphia triangularis (Clerck, 1757)
- Linyphia triangularoides Schenkel, 1936
- Linyphia trifalcata (F. O. Pickard-Cambridge, 1902)
- Linyphia tuasivia Marples, 1955
- Linyphia tubernaculofaciens Hingston, 1932
- Linyphia urbasae Tikader, 1970
- Linyphia virgata (Keyserling, 1886)
- Linyphia xilitla Gertsch & Davis, 1946
- †Linyphia andraei Bertkau, 1878
- †Linyphia byrami Cockerell, 1925
- †Linyphia florissanti Petrunkevitch, 1922
- †Linyphia pachygnathoides Petrunkevitch, 1922
- †Linyphia quievreuxi Berland, 1939
- †Linyphia retensa Scudder, 1890
- †Linyphia rottensis Bertkau, 1878
- †Linyphia seclusa (Scudder, 1890)